# Доротея Диана фон Салм
Доротея Диана фон Салм (на немски: Dorothea Diana von Salm) е вилд-и Рейнграфиня от Залм-Кирбург-Мьорхинген и чрез женитби графиня на Раполтщайн и на Ханау-Лихтенберг в Елзас.

## Биография
Родена е на 25 юли 1604 година в Крихинген (днес Креанж, Франция). Тя е дъщеря на Йохан IX, вилд-и Рейнграф на Кирбург-Мьорхинген (1575 – 1623) и съпругата му Анна Катарина фон Крихинген († 1638), дъщеря на фрайхер Георг II фон Крихинген-Пютлинген († 1607) и Естер фон Мансфелд († сл. 1605). Близначка е на Анна Амалия (1604 – 1676), омъжена на 24 август 1653 г. за граф Хуго фон Кьонигсег-Ротенфелс (1596 – 1666). Нейните братя са генерал Йохан Филип († 1638 убит в битка) и шведския генерал Ото Лудвиг фон Салм-Кирбург-Мьорхинген (1597 – 1634).
Тя загубва рано баща си. През Тридесетгодишната война двете сестри с майка им са постоянно в бягство от френските войски и се установяват в Страсбург. През 1636 г. се омъжва за граф Филип Лудвиг фон Раполтщайн от Елзас. След смъртта му тя се омъжва на 18 май 1640 г. за граф Филип Волфганг фон Ханау-Лихтенберг. Те живеят първо в замък Лихтенберг, по-късно в Бухсвайлер, резиденцията на Ханау-Лихтенберг. След една година брак съпругът ѝ умира. Доротея Диана се грижи за възпитанието на неговите малолетни деца от първия му брак Фридрих Казимир, Йохан Филип, Йохан Райнхард II фон Ханау-Лихтенберг, София Елеонора и Агата Христина до пълнолетието им. Тя участва като опекун и в управлението на графството.
През 1651 г. Доротея Диана напуска резиденцията Бухсвайлер и се оттегля във вдовишката си резиденция във Вьорт, където живее до смъртта си на 19 декември 1672 година. Погребана е в Бухсвайлер. Суперинтендантът и съветникът на Графство Ханау-Лихтенберг, Гюнтер Хайлер, пише погребално слово.

## Фамилия
Първи брак: на 1 март 1636 г. с граф Филип Лудвиг фон Раполтщайн/Рибовиле (* 22 септември 1601; † 25 февруари 1637). Следващата година той умира. Бракът е бездетен.
Втори брак: на 18 май 1640 г. с граф Филип Волфганг фон Ханау-Лихтенберг (* 31 юли 1595; † 24 февруари 1641). Тя е втората му съпруга. Бракът е бездетен.